# Oda Krohg
Oda Krohg [Uːdaː Kruːg] (Åsgårdstrand, Vestfold, Noruega, 11 de juny de 1860 - Oslo, 19 d'octubre de 1935), nascuda Othilia Pauline Christine Lasson, fou una pintora noruega. Va rebre molt poca educació artística formal, però ràpidament va absorbir el coneixement del moviment artístic del qual va formar part. Els seus primers anys com a artista són considerats com un exemple de la nova pintura romàntica.

## Biografia

### Família
Va ser filla de l'advocat i fiscal general de l'estat, Christian Lasson i d'Alexandra von Munthe af Morgenstierne, descendent d'una família noble procedent de Silèsia. El seu germà Per Lasson va ser un conegut compositor i la seva germana Bokken Lasson va esdevenir cantant de cabaret.
Es va casar el 1881 amb l'empresari Jørgen Engelhardt, amb qui va tenir dos fills. Es va separar del seu marit el 1883 i se'n va divorciar el 1888. El 1885 va ser alumna d'Erik Werenskiold i de Christian Krohg. Va debutar en l'Exposició de tardor de Cristiania (Oslo) el 1886.
Amb Christian Krohg va tenir una filla, Nana, el 1885, es van casar el 1888, i el 1889 van tenir el seu segon fill, Per, qui també seria pintor. Tota la dècada de 1890 van fer freqüents viatges i estades a l'estranger, especialment a Berlín, on va conèixer August Strindberg i Gunnar Heiberg, i a París on la família es va instal·lar entre 1901 i 1909. A París el seu marit va ser professor a l'Académie Colarossi i ella va tenir un estudi a Montparnasse. Allà hi va conèixer artistes com Henri Matisse i va exposar al Salon d'Automne. Durant aquesta època va tenir una relació amb el poeta i crític d'art Jappe Nilssen i es va separar en diverses ocasions del seu marit. Finalment els dos van tornar a Oslo.

### Vida bohèmia

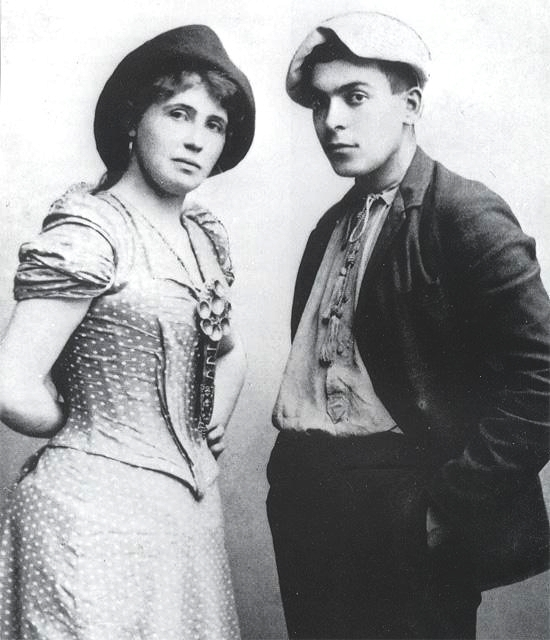
Oda i el seu amic Jappe Nilssen el 1891

Oda Krohg va ser una figura important del moviment anticultural anomenat els Bohemis de Cristiania en les dècades de 1880 i 1890, considerat el primer moviment cultural paneuropeu des del segle xviii. El moviment va desenvolupar idees com el feminisme, l'anarquisme i el socialisme produint una transformació social interrompuda sobtadament amb la primera guerra mundial.
En la pintura Interior d'un cafè (1893) d'Edvard Munch, Oda apareix envoltada de bohemis i persones properes a ella: Munch, Christian Krohg, Jappe Nilssen, Hans Jæger, Gunnar Heiberg i Jørgen Engelhardt.
S'ha comentat que Oda va mantenir relacions sentimentals amb quatre d'ells (Engelhart, Jæger, Heiberg i Krohg). Munch denominava a cadascun dels membres d'aquest grup d'amics amb un malnom; a Oda l'anomenava "l'abella reina".
Va ser sepultada a la zona de personatges il·lustres del Cementiri del Salvador d'Oslo.

## Obra
Al seu país són coneguts els seus paisatges, En el Fiord de Cristiania (Llanterna japonesa) (1886), la seva obra debut, i En el Prat (Llanterna xinesa) (1899). Altres obres són Una subscriptora de l'Aftenposten (1887), Roig i negre (1912) i Christian Krohg al carrer Karl Johan (1912). També va pintar retrats, entre d'altres, d'Aasta Hansteen, Ivar Arosenius, Gunnar Heiberg, Johanne Dybwad i Christian Krog.

## Llegat
En una època amb fortes limitacions per a les dones, en la que molt poques es dedicaven a la pintura, la seva figura va causar sensació i el seu llegat és controvertit fins i tot en l'actualitat.
En el llibre Set amors (Syk Kjærlighet, 1893), Hans Jæger descriu un triangle amorós on ell estava perdudament enamorat de l'esposa d'un pintor. Es diu que Oda havia estat la inspiració del personatge femení i que el llibre descriu la relació entre Jæager, Oda i Krohg  l'estiu i la tardor de 1888.
La seva biografia és narrada per Ketil Bjørnstad en la novel·la Oda! (1983). També l'autor noruec Dag Norgaard va escriure Oda Krohg: Una dona infernal, un monòleg teatral sobre la seva figura, representat entre altres llocs a la Sala Atrium de Barcelona el 2016 amb direcció de Ferran Audí i interpretat per l'actriu Eva Eklöf.